# Alue Bu Tunong
Alue Bu Tunong is een bestuurslaag in het regentschap Aceh Timur van de provincie Atjeh, Indonesië. Alue Bu Tunong telt 748 inwoners (volkstelling 2010).